# Raquella Berto-Anirul
Raquella Berto-Anirul egy kitalált szereplő a Dűne-univerzumban; az eredeti Dűne-sorozatban nem jelenik meg, csak a Brian Herbert és Kevin J. Anderson által alkotott művekben bukkan fel. Történetét A Corrini csata c. kötetben beszélik el, a Házak történeteiben – Atreides-ház, Harkonnen-ház, Corrino-ház – csak idézetek szerepelnek tőle, valamint néhány apróbb utalás. Jelentősége mégis nagy, mivel ő volt a Bene Gesserit rend alapítója.

## Történet
A Dűne-univerzumban Raquella Berto-Anirul származása szerint Vorian Atreides egyik unokája, Helmina Berto-Anirul leánya. Az orvos Mohandas Suk partnere és munkatársa a Parmentieren található Gyógyíthatatlan Betegségek Kórházában. 
Dr. Sukkal a Rossakra utazott, megállítandó Omnius „Csapásának” egy mutációját – a gondolkodó gépek ugyanis egy gyógyíthatatlannak szánt vírust vetnek be az emberiség elleni harcban, amellyel megfertőzik a bolygókat. A vírustörzs végül kifulladt, az emberek megszerezték az immunitást ellene, ám állandóan felüti a fejét, új formában mutálódva. A rossaki járvány egy minden addiginál halálosabb fertőzés, ez ellen küzdött Dr. Suk és Raquella.
Ticia Cenva rossaki fővarázslónő megkísérelte megölni őt, de a kapott méreg hatására különleges képességek birtokába került, és saját testében szintetizált ellenanyaggal legyőzte a járványt. Ticia Cenva öngyilkossága után, a rossaki varázslónők vezetőjükké választották. Ő lett a Bene Gesserit rend alapítója.